# Muhàmmad ibn Saüd
Muhàmmad ibn Saüd (àrab: محمد بن سعود, Muḥammad ibn Saʿūd (o Suʿūd)) (1710-1765) és considerat el primer cap de la Casa dels Saüd o dinastia saudita, nom que tècnicament prové del seu pare, Saüd ibn Muhàmmad ibn Muqrin. Pertanyia al clan Anaza.
El 1724 va succeir al seu pare com a emir d'ad-Dariya, un irrellevant enclavament d'Aràbia central, tot i que algunes fonts indiquen que el succeí després de tres anys de govern del seu cosí Zayd ibn Markhan, en 1727. La base del seu poder rau en l'aliança que va fer amb el cap religiós Muhàmmad ibn Abd-al-Wahhab, quan aquest va venir per sol·licitar la seva protecció a la ciutat d'ad-Dariya el 1745, a causa del fet que dos germans de Muhàmmad ibn Saüd ja eren adeptes a les doctrines del religiós. Ibn Abd-al-Wahhab era un reformador religiós que pretenia retornar a una forma més pura de l'islam, deslliurant-lo dels aspectes que considerava com a heretges. Ibn Saüd va decidir col·laborar amb ell per tal de propagar la nova doctrina, i llur aliança es va formalitzar amb el casament de la filla d'Ibn Abd-al-Wahhab amb Abd-al-Aziz ibn Muhàmmad, fill i hereu de l'emir.
Amb la religió com a base per a legitimar el poder, com ho preconitzava Ibn Al-Wahhab, Muhàmmad ibn Saüd va instaurar de mica en mica el domini de la seva família sobre les altres tribus de la península Aràbiga. Va lluitar entre altres contra els seus veïns Dahham ibn Dawwàs d'ar-Riyad, i contra els Banu Khàlid d'al-Ahsa dels quals inicialment era vassall. Així, és considerat com el fundador del primer estat saudita, el qual va regir des del 1744 fins a la seva mort el 1765. La forma de govern que va instaurar, basada en l'aplicació dels principis islàmics i en el consell de la xura, ha servit de model per als governants de la dinastia saudita fins avui dia.
Cap al final del seu govern una coalició d'emirs d'Aràbia, a la qual es va afegir l'emirat de Najran, va estar a punt de posar punt final al seu poder. Però Muhàmmad va negociar hàbilment amb l'emir de Najran i va trencar l'aliança. El seu fill Abd-al-Aziz ibn Muhàmmad fou el que generalment va dirigir les operacions militars. Va morir el 1765 i aquest fill el va succeir.